# Frank Flatz
Frank Flatz (* 14. November 1963) ist ein ehemaliger österreichischer Fußballspieler und nunmehriger -trainer.

## Karriere

### Als Spieler
Flatz spielte zwischen 1983 und 1985 für die IG Bregenz/Dornbirn in der 2. Division. Zur Saison 1988/89 wechselte er zum SCR Altach. Mit den Altachern stieg er 1991 in die zweithöchste Spielklasse auf. In dieser kam er dann in der Saison 1991/92 zu 19 Einsätzen, nach nur einem Jahr stieg er mit dem SCRA aber wieder in den Amateurbereich ab.
Zur Saison 1992/93 wechselte Flatz zum SV Frastanz. Zur Saison 1994/95 schloss er sich dem FC Lustenau 07 an. 1998 wechselte er zum FC Sulz, im Jänner 2001 zum FC Rot-Weiß Rankweil. In Rankweil spielte er bis zur Winterpause 2002/03.

### Als Trainer
Flatz war nach dem Ende seiner Spielerkarriere unter anderem Jugendtrainer in Brederis. In der Winterpause der Saison 2009/10 übernahm er seinen Ex-Klub, den viertklassigen FC Rot-Weiß Rankweil, als Cheftrainer. Rankweil, das er als Tabellenvorletzten übernommen hatte, führte er noch auf Rang neun und somit zum Klassenerhalt. Nach der Saison 2009/10 übergab er dann das Traineramt an Mario Wölbitsch. In der Saison 2013/14 trainierte er die Reserve der Rankweiler in der 4. Landesklasse (neunte Spielstufe).

## Persönliches
Sein Sohn Matthias (* 1996) und sein Neffe Fabian (* 1992) wurden ebenfalls Fußballspieler. Während Matthias es nicht über die Regionalliga hinaus schaffte, war Fabian ebenfalls Zweitligaprofi in Altach.